# 奄美市立住用中学校
奄美市立住用中学校（あまみしりつ すみようちゅうがっこう）は、鹿児島県奄美市にある公立（市立）中学校。

## 通学区域
住用小学校区域（住用町大字役勝，住用町大字西仲間，住用町大字石原，住用町大字山間，住用町大字山間（戸玉））